# Xã Clear Lake, Quận Cerro Gordo, Iowa
Xã Clear Lake (tiếng Anh: Clear Lake Township) là một xã thuộc quận Cerro Gordo, tiểu bang Iowa, Hoa Kỳ. Năm 2010, dân số của xã này là 1.483 người.